# 阿方斯·詹姆斯·罗斯柴尔德
梅耶·阿方斯·詹姆斯·罗斯柴尔德（法語：Alphonse James de Rothschild，1827年2月1日—1905年5月26日），法国金融家、葡萄园主、艺术收藏家、慈善家、赛马主人及饲养员，与法兰西的罗斯柴尔德银行家族成员。